# Oostkamp (vila)
Oostkamp é uma vila sede do município homónimo belga, situada na província de Flandres Ocidental Em 1 de Janeiro de 2004 tinha 7,43 km² e 12.683 habitantes.